# Валентин Грънчаров
Валентин Грънчаров е български спортен журналист, един от водещите на Спортно шоу ГОНГ, което се излъчва по националното Дарик Радио.

## Биография

### Ранни години
Грънчаров е роден на 15 април 1963 година, в гр. София. Завършва 7-а гимназия в столицата, а по-късно, след като отбива военната си служба, учи в Софийския университет, където завършва висшето си образование със специалност „география“. През 1993 година завършва и УНСС със специалност „Стопанско управление“.
През 1989 г. започва работа като учител в софийския квартал „Ботунец“, преподавайки география в Техникум по металургия. Става заместник-директор на столичното 85-о СОУ в квартал „Враждебна“. Започва да се занимава със спортна журналистика в средата на 90-те години, като работи в редакцията на националния спортен всекидневник „Народен Спорт“ от 1995 година.

### Журналистика
През 1996 година става част от най-популярното спортно радио предаване Спортно шоу ГОНГ, където работи заедно с Томислав Русев, Николай Александров и др. Поканен е да отразява новините за ПФК ЦСКА (София), което и прави в продължение на няколко години, въпреки че Грънчаров е известен с пристрастията си към друг столичен тим – този на ПФК Левски (София). С екипа е удостоен за „Спортна медия на годината“.
Става част от просъществувалото за кратко Спортно радио „ГОНГ“, в което е част от началото до края на радиото, което за кратко се превръща в едно от най-популярните радио станции. През лятото на 2006 г. Радио „Гонг“ е закупено от ирландската медийна група Communicorp Inc. Фирмата е най-големият радио-оператор в Европа, а в България е собственик на радиостанциите „Радио 1“, „БГ Радио“, „Радио NRJ“, „Радио Нова“, „Ретро радио“ и Радио Гонг. На 7 декември 2006 г. Томислав Русев, заедно с целия си екип напускат радиостанцията и Спортно шоу „Гонг“ продължава да се излъчва само на честотите на Българското национално Дарик Радио.
Става известен с коментарите си на живо на родни отбори както в българското първенство, така и при участията им в международни турнири. Отразява и на националния тим на България. Отразява за българския ефир представянето на националите по време на световното първенство по футбол във Франция 1998 година, както и на Европейското първенство в Португалия 2004 година. С националите е и в Япония за турнира „Кирин къп“, когато начело на отбора е треньорът Христо Стоичков.

## Личен живот
Освен спорта, Грънчаров е запален по фотографията, като често отразява и събития от политиката и др.
Семеен е има една дъщеря.